# Чгау а кое

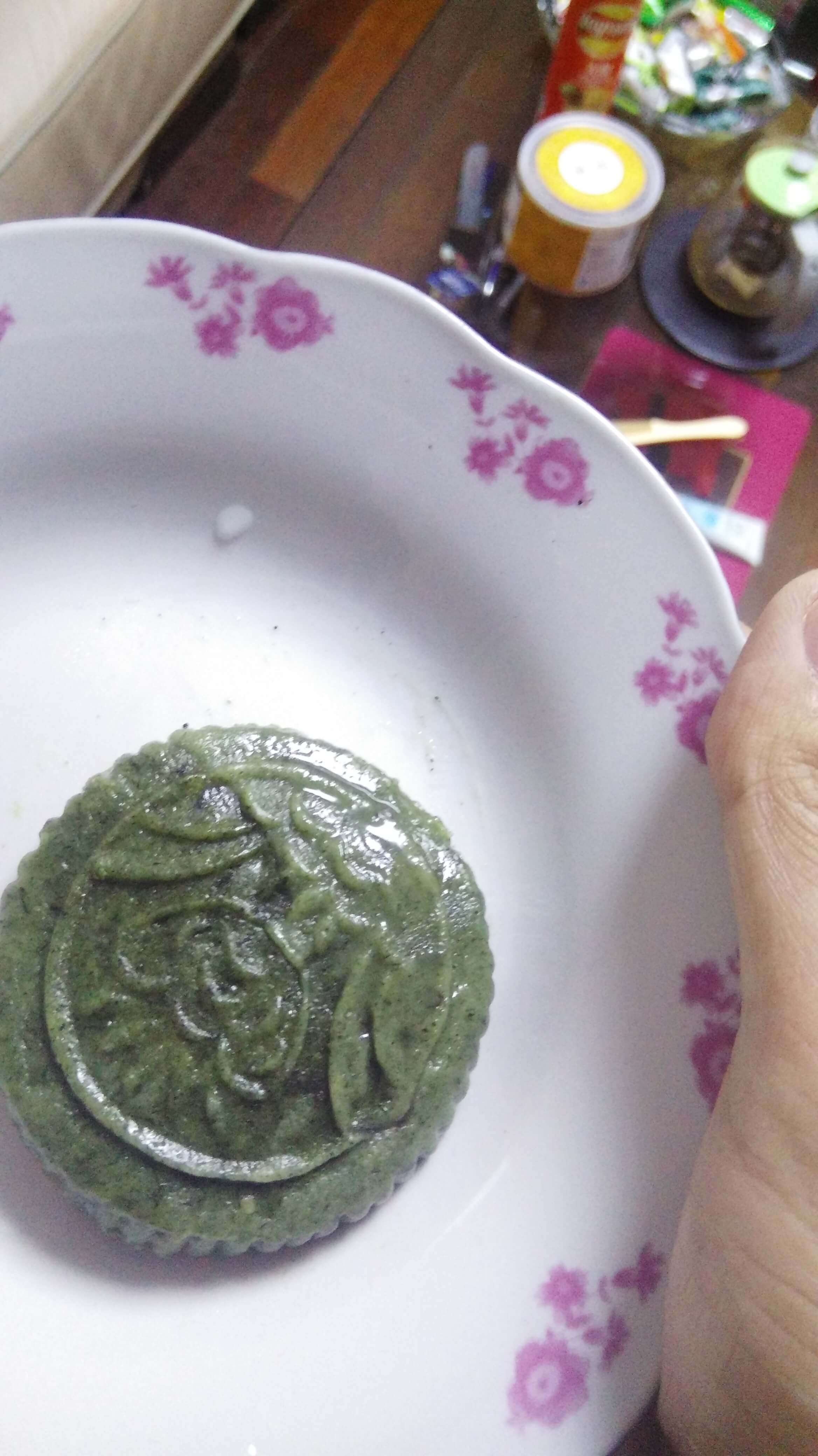
Торт Lanxi Qingming з кунжутною начинкою

Чгау а кое  — страва з рису, у вигляді пиріжків зеленого кольору, яку їдять під час Фестивалю холодної їжі та фестивалю Цінмін у деяких південних районах Китаю і на Тайвані. Основними інгредієнтами традиційного  Чгау а кое є клейке рисове борошно, китайський полин, молоді паростки пшениці або ячмінна трава, а також паста з червоних або чорних бобів. Оскільки сік  рослин додається у тісто то його колір зелений. Чгау а кое готується та споживається як вулична їжа.

## Опис
Страва нагадує вареники, вони можуть бути круглими, а можуть мати малюнок зверху. Начинка різноманітна, може бути як солодка, так й солона. Наповнюється пастою з  кунжуту, арахісу; червоних або чорних бобів; фініковою пастою,  свининою, курятиною, пагонами бамбука, яєчний жовток тощо. Для кольору додається в тісто сік молодих паростків пшениці,  полину д'Арґі  або трави ячменю мишачого .  На сучасних  чгау а кое друкують  візерунки.  Чгау а кое має щільну начинку та м’яку зовнішню оболонку, з  ароматом молодої трави . На півдні Фуцзяні в основному популярні солоні начинки, а на Тайвані — солодкі начинки, начинки з кунжуту та арахісу. Крім того, у страву можуть додаватися зелене листя рамі, листя шовковиці, листя пандану, курячу лозу тощо   .

## Історія
Традиція їсти «холодну їжу протягом трьох днів» почалась ще за часів династії Чжоу . У Дні холодної їжі  люди не повинні розводити вогонь і готувати їжу, тому її готували заздалегідь та їли  холодною. Серед традиційних страв для вгамування голоду протягом цього періоду  є Чгау а кое  .  Спочатку страву готували з додаванням у тісто молодого листя пшениці, або  полину д'Арґі, або трави ячменю мишачого, які їстівні лише ранньою весною, тому ця страва використовувалась у період Днів холодної їжі та під час свята Цінмін (4 або 5 квітня). 
Під час Фестивалю холодної їжі існує звичай відвідувати могили та приносити жертви гробницям. 
Традиції Днів холодної їжі  популярні у Цзянсу та Чжецзяні  та серед китайських мігрантів у Тайвані  . 
Зараз Чгау а кое  виробляється весь рік та продається в більшості магазинів у Китаї, у тісто такого продукту додається порошок матча.  Чгау а кое в основному використовують як сезонні закуски навесні, їх дарують або пригощають родичів і друзів. В список "Енциклопедії метаданих корейської культури" додано страва "Весняний рисовий пиріг з полину", різновид  Чгау а кое

## Приготування
Траву спочатку подрібнюють і віджимають, щоб отримати зелений сік, потім змішують його із завареним рисовим борошном, коли воно ще гаряче, та замішують тісто. З тіста роблять маленькі  пиріжки з начинкою, які готують на пару.  В пароварці Чгау а кое викладають на листя бамбука .
Начинки бувають двох видів: солоні та солодкі. Солоні – це сушений тофу, нарізані кубиками пагони бамбука, нарізана кубиками свинина, курятина, яєчний жовток, солоні овочі тощо, а солодкі – це переважно паста з квасолі. Щоб розрізняти  два види, їх роблять різної форми: солоні загортають у формі вареників, а солодкі –   круглими  .

## Дивись також
- Фестиваль Цінмін
- Фестиваль холодної їжі